# Associazione Calcio Treviso 1976-1977
Questa voce raccoglie le informazioni riguardanti l'Associazione Calcio Treviso nelle competizioni ufficiali della stagione 1976-1977.

## Rosa
| N. |                   | Ruolo | Calciatore         |
| -- | ----------------- | ----- | ------------------ |
|    | Italia (bandiera) | C     | Luciano Battistel  |
|    | Italia (bandiera) | C     | Silvano Colusso    |
|    | Italia (bandiera) | D     | Roberto Cusinato   |
|    | Italia (bandiera) | P     | Renato De Ros      |
|    | Italia (bandiera) | A     | Carlo De Bernardi  |
|    | Italia (bandiera) | D     | Fulvio Fellet      |
|    | Italia (bandiera) | D     | Walter Frandoli    |
|    | Italia (bandiera) | P     | Franco Gregorutti  |
|    | Italia (bandiera) | A     | Fabio Marchini     |
|    | Italia (bandiera) | C     | Giancarlo Pasinato |

| N. |                   | Ruolo | Calciatore          |
| -- | ----------------- | ----- | ------------------- |
|    | Italia (bandiera) |       | Rogighiero          |
|    | Italia (bandiera) | A     | Romero Rombolotto   |
|    | Italia (bandiera) | A     | Gianni Salati       |
|    | Italia (bandiera) |       | Scheda              |
|    | Italia (bandiera) | A     | Agostino Speggiorin |
|    | Italia (bandiera) | A     | Mario Stefanelli    |
|    | Italia (bandiera) | D     | Attilio Tesser      |
|    | Italia (bandiera) | C     | Domenico Zambianchi |
|    | Italia (bandiera) | D     | Remo Zavarise       |